# The Man Who Sold the World (album)
The Man Who Sold the World is het derde studioalbum van David Bowie, uit 1970. De eerste single en titelnummer The Man Who Sold the World heeft ook bekendheid gekregen door de cover van Lulu en later van Nirvana.
Rond het maken van dit album vormde hij ook zijn band The Spiders from Mars, waarvan de kern zou worden gevormd door musici die reeds aan dit album meewerkten: Mick Ronson (gitaar en piano) en Mick Woodsy Woodmansey (drums) werden aangevuld met Trevor Bolder (basgitaar).

## Tracklist
- Alle nummers geschreven door Bowie.

Kant A
1. "The Width of a Circle" – 8:05
2. "All the Madmen" – 5:38
3. "Black Country Rock" – 3:32
4. "After All" – 3:51

Kant B
1. "Running Gun Blues" – 3:11
2. "Saviour Machine" – 4:25
3. "She Shook Me Cold" – 4:13
4. "The Man Who Sold the World" – 3:55
5. "The Supermen" – 3:38

## Musici
- David Bowie: zang, gitaar
- Mick Ronson: gitaar
- Tony Visconti: basgitaar
- Mick Woodmansey: drums
- Ralph Mace: synthesizer

## Bonustracks op deRykoDiscuitgave uit1990
1. "Lightning Frightening" (als Arnold Corns) – 3:38
2. "Holy Holy (1971 re-recording of A-side from 1970 non-LP single)" – 2:20
3. "Moonage Daydream" (als Arnold Corns) – 3:52
4. "Hang On to Yourself" (als Arnold Corns) – 2:51

## Musici
1. "Lightening Frightening" (Producer Tony Visconti)

- David Bowie: zang, gitaar
- Tim Renwick: gitaar
- Tony Visconti: basgitaar
- John Cambridge: drums

1. "Holy Holy" (Producer Herbie Flowers)

- David Bowie: zang, gitaar
- Herbie Flowers: basgitaar
- Mick Ronson: gitaar
- Mick Woodmansey: drums

1. "Moonage Daydream"
2. "Hang On to Yourself" (Producer David Bowie)

- David Bowie: zang, gitaar
- Freddi Buretti: zang
- Mick Ronson: gitaar
- Mark Carr Prichard: gitaar
- Trevor Bolder: bas
- Mick Woodmansey: drums